# Mont Gorzano
Le mont Gorzano, en italien Monte Gorzano, est à 2 458 mètres d'altitude le point culminant des monts de la Laga, un massif des Apennins, en Italie.